# 岡田元次
岡田 元次（おかだ もとつぐ、生没年不詳）は、戦国時代の武将。通称竹右衛門。子に神尾元勝および相馬利胤後室（徳川秀忠養女）。

## 略歴
松平康親に仕えた。三方ヶ原の戦いに従軍し、三浦兵部少輔某を討ち取るなどして軍功を立てた 。天正8年（1580年）田中城（静岡県藤枝市）を攻めた際、元次は大井川の増水を見抜き、川を渡って兵を引くことを家康に提言した。